# Olympische Winterspiele 1960/Eisschnelllauf – 500 m (Frauen)
Die 500 m im Eisschnelllauf der Frauen bei den Olympischen Winterspielen 1960 wurden am 20. Februar 1960 auf den Olympic Skating Rink ausgetragen. Olympiasiegerin wurde die Deutsche Helga Haase mit einer Zeit von 45,9 Sekunden. Die Silbermedaille gewann Natalja Dontschenko aus der Sowjetunion, Bronze ging an Jeanne Ashworth aus den Vereinigten Staaten.

## Ergebnisse
| Rang | Paar | Bahn | Athletin            | Nation                    | Zeit (s) |
| ---- | ---- | ---- | ------------------- | ------------------------- | -------- |
| 001  | 2    | A    | Helga Haase         | Gesamtdeutsche Mannschaft | 45,9     |
| 002  | 1    | I    | Natalja Dontschenko | Sowjetunion               | 46,0     |
| 003  | 9    | A    | Jeanne Ashworth     | Vereinigte Staaten        | 46,1     |
| 004  | 7    | I    | Tamara Rylowa       | Sowjetunion               | 46,2     |
| 005  | 2    | I    | Hatsue Takamizawa   | Japan                     | 46,6     |
| 006  | 11   | A    | Klara Gussewa       | Sowjetunion               | 46,8     |
| 006  | 12   | A    | Elwira Seroczyńska  | Polen                     | 46,8     |
| 008  | 8    | A    | Fumie Hama          | Japan                     | 47,4     |
| 009  | 6    | I    | Doreen Ryan         | Kanada                    | 47,7     |
| 010  | 1    | A    | Kathy Mulholland    | Vereinigte Staaten        | 47,9     |
| 011  | 3    | A    | Iris Sihvonen       | Finnland                  | 48,1     |
| 012  | 4    | I    | Helena Pilejczyk    | Polen                     | 48,2     |
| 013  | 3    | I    | Françoise Lucas     | Frankreich                | 48,3     |
| 014  | 7    | A    | Eevi Huttunen       | Finnland                  | 48,6     |
| 015  | 4    | A    | Christina Scherling | Schweden                  | 48,7     |
| 016  | 6    | A    | Jeanne Omelenchuk   | Vereinigte Staaten        | 49,3     |
| 017  | 10   | I    | Peggy Robb          | Kanada                    | 50,0     |
| 018  | 5    | I    | Sigrit Behrenz      | Gesamtdeutsche Mannschaft | 50,2     |
| 019  | 11   | I    | Yoshiko Takano      | Japan                     | 50,3     |
| 020  | 9    | I    | Natascha Liebknecht | Gesamtdeutsche Mannschaft | 51,4     |
| 021  | 10   | A    | Kim Gyeong-hoe      | Südkorea                  | 53,2     |
| 022  | 8    | I    | Han Hye-ja          | Südkorea                  | 53,8     |
| DNF  | 5    | A    | Elsa Einarsson      | Schweden                  | –        |